# I Need Your Love
Singles de Calvin Harris
Drinking from the Bottle
(2014) Thinking About You
(2013)
I Need Your Love est une chanson du disc jockey britannique Calvin Harris, sortie le 26 octobre 2012.
Le single est réalisé en featuring avec la chanteuse Ellie Goulding.

## Liste des pistes
| 1. | I Need Your Love | 3:49 |

| 1. | I Need Your Love (Nicky Romero Remix) | 5:44 |
| 2. | I Need Your Love (Jacob Plant Remix)  | 4:50 |

## Classement hebdomadaire
| Classement                              | Meilleure position |
| --------------------------------------- | ------------------ |
| Allemagne (Media Control AG)            | 13                 |
| Australie (ARIA)                        | 3                  |
| Autriche (Ö3 Austria Top 40)            | 3                  |
| Belgique (Flandre Ultratop 50 Singles)  | 8                  |
| Belgique (Wallonie Ultratop 50 Singles) | 7                  |
| Danemark (Tracklisten)                  | 17                 |
| Espagne (PROMUSICAE)                    | 25                 |
| États-Unis (Hot 100)                    | 16                 |
| Finlande (Suomen virallinen lista)      | 4                  |
| France (SNEP)                           | 10                 |
| Italie (FIMI)                           | 18                 |
| Norvège (VG-lista)                      | 13                 |
| Nouvelle-Zélande (RMNZ)                 | 15                 |
| Pays-Bas (Nederlandse Top 40)           | 33                 |
| Royaume-Uni (UK Singles Chart)          | 4                  |
| Suède (Sverigetopplistan)               | 3                  |
| Suisse (Schweizer Hitparade)            | 6                  |